# Música de Ruanda

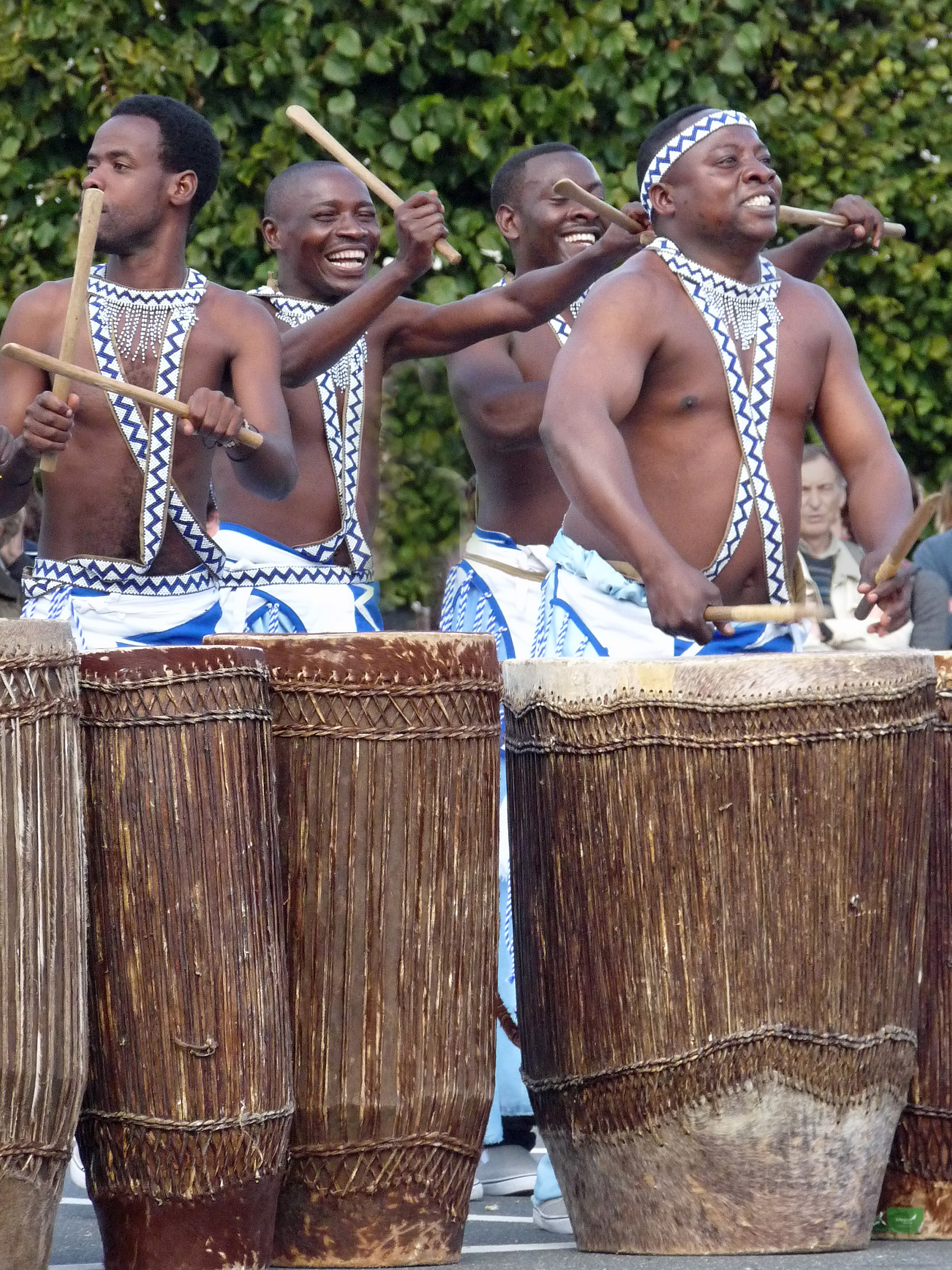
Tabalers del Ballet Nacional de Ruanda

La música de Ruanda engloba les tradicions ruandeses de música popular, així com l'afrobeat de l'actual Àfrica oriental i del congolès ndombolo, i intèrprets d'una gran varietat de gèneres occidentals com hip-hop, R & B, música gòspel i balades populars.

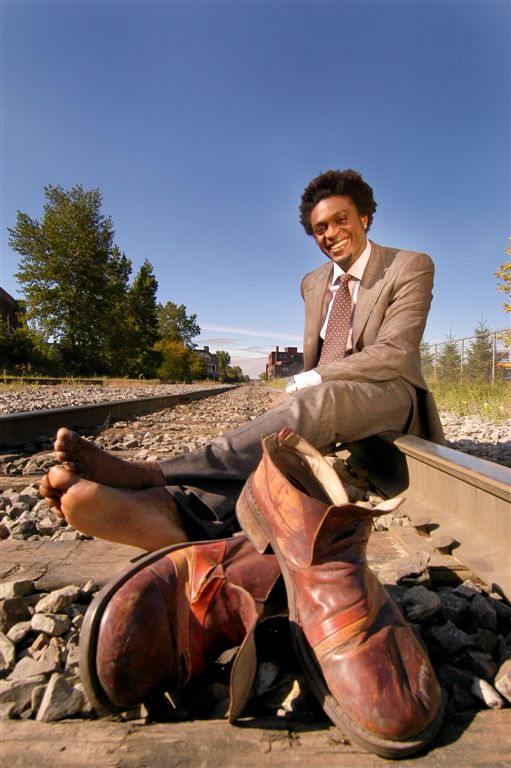
Corneille

## Música tradicional
La música i la dansa tradicional s'imparteixen en grups de ball "amatorero", que es troben a tot el país. El més famós d'aquests és el Ballet Nacional Urukerereza, que es va crear a principis dels 70 per representar a Ruanda en esdeveniments internacionals. També van ser famoses les Amasimbi n'amakombe i les companyies de dansa Irindiro.

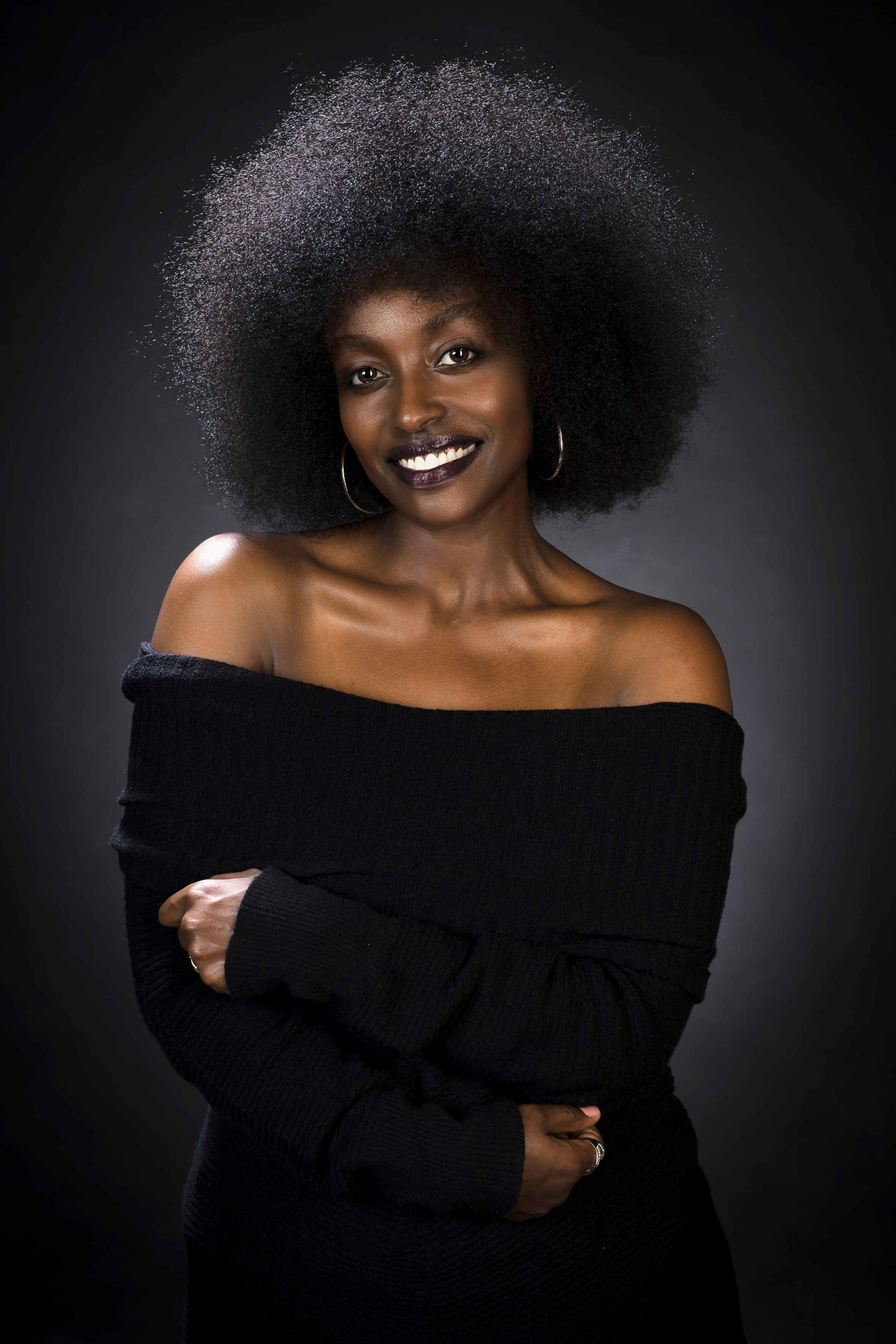
Miss Shanel

La ikinimba és potser la tradició musical més venerada a Ruanda. Es tracta d'una dansa que conta les històries d'herois i reis ruandesos, acompanyats d'instruments com ngoma, ikembe, iningiri, umuduri i inanga. L'inanga, un instrument de corda semblant a la lira, ha estat interpretat per molts dels artistes més coneguts de Ruanda, com Rujindiri, Sebatunzi, Rwishyura, Simparingoma, Sentoré, Kirusu, Sophie i Viateur Kabarira, i Simon Bikindi.
Jean-Paul Samputu, amb el seu grup Ingeli, va guanyar dos Kora Awards (equivalents als Grammy africans) com "Artista Més Inspirador" i "Millor Artista Tradicional" el 2003 per la seva interpretació de la música neotradicional de Ruanda. El grup recorre el món divulgant el missatge cristià de pau i reconciliació, i ajuda a recaptar diners per als molts orfes de Ruanda. Al 2007, Samputu va portar dotze d'aquests orfes, coneguts com a Mizero Children of Rwanda, a recórrer els EUA i Canadà. Cyprien Kagorora va ser nominat per a un Kora Award 2005 en la categoria de "Millor Artista Tradicional". Està entre els vocalistes masculins més reconeguts a Ruanda.

## Artistes contemporanis
Durant el període postcolonial, de Ruanda va produir bandes populars populars com Imena, Nyampinga, Les 8 Anges, Les Fellows, Impala, Abamarungu, Los Compagnons de la Chanson, Bisa, Ingenzi, i Isibo y'Ishakwe. Van prendre influències d'arreu d'Àfrica, especialment de la República Democràtica del Congo, així com els caribenys zouk i reggae.
Els disturbis socio-militars i la violència van portar a molts ruandesos a marxar a l'estranger a finals del segle xx, portant la música del seu país a ciutats com Brussel·les i París. Durant molts anys, la belga-ruandesa Cécile Kayirebwa va ser, sens dubte, la músic ruandesa més famosa internacionalment. Encara es reproduïda regularment a les estacions de ràdio de Ruanda. A finals de la dècada dels 1990 destacaren el ruandès-canadenc Corneille i Jean-Paul Samputu.
El genocidi ruandès va interrompre temporalment la producció musical a Ruanda. En els últims anys, la música ha anat tornant al país, dirigida pel jovent ruandès. Han aparegut noves estrelles, incloent noms com Kamichi, Kizito Mihigo, Aimé Murefu, Mani Martin, Tom Close, Urban Boyz, Miss Jojo, King James, Knowless, Dream Boys, Kitoko, Riderman, Alpha Rwirangira i Miss Shanel.

## Indústria musical local
La indústria de la música a Ruanda va creixent i cada vegada és més professionalitzada. Un nombre creixent d'empreses inverteixen en el desenvolupament de nous talents, incloent-hi la producció de festivals de música com Kigali Up! i Guma Guma Super Star de Primus, i el programa de competició musical de televisió, Ishusho K'umuziki Nyarwanda.
Ja hi ha molta plataforma a Ruanda que ajuda el músic a carregar, compartir i interactuar amb els seus seguidors, la plataforma Famemix és la plataforma de transmissió ràpida i ajuda al músic local a publicar les seves cançons. Famemix és un lloc que permet compartir i transmetre música principalment a Ruanda. Permet als artistes ruandesos compartir la seva música arreu del món.